# 中山佑介
中山 佑介（なかやま ゆうすけ、1989年3月23日)は、日本のアスレティックトレーナー。静岡県裾野市出身。2021-22シーズンよりBリーグ・長崎ヴェルカのディレクター・オブ・スポーツパフォーマンス。

## 略歴
大学卒業後に渡米。NBAのチームなどでインターンで経験を積みながらスポーツ科学を学ぶ。
2013年より2018年までクリーブランド・キャバリアーズにてアシスタント・アスレティックトレーナー兼パフォーマンスサイエンティストとして所属。チームのNBA優勝に貢献した。
2018年に帰国し、滋賀県草津市にパーソナルジムを開設。
2019年にはBリーグ・仙台89ERSの合宿で特別トレーナーとして招聘されるなどした。
2019-21シーズンはジム経営の傍ら、Bリーグ・滋賀レイクスターズのパフォーマンススーパーバイザーを務める。
2021-22シーズンに設立直後の当時B3リーグの長崎ヴェルカにディレクター・オブ・スポーツパフォーマンスとして所属。拠点を長崎に移し現在に至る。

## 人物
- 中学生のころ漫画SLAM DUNKを読んだことをきっかけにバスケットボールを始めた[6]。
- 高校のころ怪我を繰り返した経験から、スポーツや身体の勉強をできるよう進学先を早稲田大学に決めた[6]。
- 大学卒業後、英語の話せない中で恩師のすすめもあり渡米を決意した[6]。
- キャブズでは名前のユウスケから取ってUKと呼ばれていた[7]。
- 「自分でトレーニングしてみて納得いったことしか選手にやらせていない」など、選手たちからも全幅の信頼を得ている[8]。
- 2023-24シーズン馬場雄大が長崎ヴェルカに加入した際、その理由の一つに中山が在籍していることが挙げられた[9]。